# مسجد اوزان
مسجد اوزان (انگلیسی: Ozan Mosque) یک مسجد و بنای تاریخی است که در شهر گنجه کشور جمهوری آذربایجان واقع شده است.
این مسجد که در سال ۱۸۸۴ میلادی ساخته شد، با ابلاغیه شماره ۱۳۲ کابینه وزیران جمهوری آذربایجان در تاریخ ۲ اوت ۲۰۰۱ در فهرست آثار تاریخی و فرهنگی با اهمیت محلی جای گرفت.